# Младинска књига
Група Младинска књига је словеначко издавачко предузеће са седиштем у Љубљани. Младинска књига има своја представништва у Хрватској, Босни и Херцеговини, Србији, Македонији, Румунији и Бугарској .
Издавачка кућа Младинска књига је основана 1945. године у Љубљани.

## Србија
Младинска књига је на тржиште Србије поново дошла 2002. године отворивши своје представништво у Новом Саду, и почела да издаје књиге на српском језику. Представништво је 2005. године премештено у Београд.

## Наградне игре и контроверзе у вези са њима
„Младинска књига“, у сарадњи са међународном издавачком кућом Ридерс Дајџест (енгл. Reader's Digest), често приређује наградне игре у циљу промовисања и продаје својих издања.
Издавачка кућа контактира грађане путем директне поште. Ово је систем слања огромног броја писама са плаћеним одговором, у којима се примаоцима, као наводним редовним купцима, нуди учешће у наградној игри. Игра има више кругова. Учесник може, а и не мора да купује књиге, али му њихова куповина омогућава да учествује у извлачењу вреднијих награда; аутомобила, високих новчаних износа и слично. Учесници који не купе књиге, имају право само на награде мање вредности. Обавештење о наградној игри је осмишљено тако да сугерише потенцијалном учеснику, посебно ако не чита пажљиво, да је у сваком следећем кругу дужан да купи књиге одређене, све веће вредности, и тиме улази у ужи круг кандидата за неку од вредних награда.
Многи од тих, наводних купаца, тврде да никада нису куповали књиге „Младинске књиге“, да ни на који начин нису били у вези са том издавачком кућом и изражавају негодовање због начина на који је „Младинска књига“ дошла до њихових личних података, као и због нарушавања приватности слањем нежељене поште. Критичари истичу да су књиге које је потребно купити ради стицања права за учешће у такмичењу за највредније награде нереално скупе у односу на слична издања. Спорне су и чињенице да се потенцијални учесници обавештавају да су се пласирали у трећи круг извлачења, иако нису учествовали у претходна два, као и да сви имају „добитни“ тикет са истим серијским бројем који је наводно и извучен. Овиме се примаоци писма доводе у заблуду да су већ освојили награду и да су прихватањем услова игре у одређеној обавези према организатору, што није тачно.
Ову врсту директног маркетинга „Младинска књига“ је преузела од „Ридерс Дајџеста“ (енгл. Reader's Digest), чија издања објављује лиценцно за подручје Балкана. „Ридерс Дајџест“ се због овакве тактике продаје, која посебно погађа старије становништво и рањивије друштвене групе, нашао на удару тужилаца тридесет две савезне државе САД, као и трговинске коморе у Уједињеном Краљевству. На основу вансудских споразума, компанија је у тим земљама у обавези да јасно назначи правила наградне игре и истакне да учесници нису ни у каквој обавези према њој.